# Story, Wyoming
Story är en ort (census-designated place) i Sheridan County i norra delen av den amerikanska delstaten Wyoming. Befolkningen uppgick till 828 invånare vid 2010 års federala folkräkning.

## Geografi
Orten är belägen på Bighorn Mountains östra sida, vid den plats där vattendragen North Piney Creek och South Piney Creek förenas till Piney Creek. Väster om orten ligger skogsreservatet Bighorn National Forest. Den mindre orten Banner ligger omkring 5 kilometer norrut.

## Historia
Trakten omkring Story är historiskt associerad med Vilda västern-epoken, då flera konflikter mellan amerikanska nybyggare och prärieindianer i området utspelades här. Under 1860-talet ledde nybyggarleden Bozeman Trail genom området, som en nordlig avtagsled från Oregon Trail och vidare mot Montanaterritoriets guldfält. Fort Phil Kearny låg längs leden omkring 8 kilometer söder om nuvarande Story, och norr om Story låg Fort Sheridan nära dagens Sheridan, Wyoming.
Omkring det omstridda Fort Phil Kearny utspelades viktiga slag i Red Cloud-kriget (1866–1868). Fettermanmassakern utkämpades 1866 mellan en allians av Lakota-, Cheyenne- och Arapahofolken på ena sidan och USA:s armé på andra sidan. Slaget var med 81 stupade det största nederlaget för den amerikanska armén på Great Plains under indiankrigen fram till slaget vid Little Big Horn tio år senare. 1867 utkämpades den så kallade "Wagon Box Fight", mellan lakotakrigare under Red Cloud och Crazy Horse, och amerikanska soldater från Fort Phil Kearny.
Sedan orten blivit tillgänglig för bilturism i början av 1900-talet har området blivit ett populärt fritids- och rekreationsområde för turister och scoutkårer. Fort Phil Kearny tillsammans med de närliggande historiska slagfälten klassas sedan 1960 som National Historic Landmark.

## Kommunikationer
Den gamla federala landsvägen U.S. Route 87 går genom orten, och i närheten passerar även den moderna motorvägen Interstate 90.